# جيرزي يوربان
جيرزي يوربان (بالبولندية: Jerzy Urban)‏ هو صحفي بولندي، ولد في 3 أغسطس 1933 في وودج في بولندا.

## وصلات خارجية
- جيرزي يوربان على موقع IMDb (الإنجليزية)
- جيرزي يوربان على موقع ديسكوغز (الإنجليزية)